# Cacophis churchilli
Cacophis churchilli är en ormart som beskrevs av Wells och Wellington 1985. Cacophis churchilli ingår i släktet Cacophis och familjen giftsnokar och underfamiljen havsormar. Inga underarter finns listade. Artepitetet i det vetenskapliga namnet hedrar Gregory Churchill som hittade holotypen.
Arten förekommer vid kusten i nordöstra Queensland i Australien. Honor lägger ungefär fem ägg per tillfälle. Habitatet utgörs av tropiska skogar, galleriskogar och buskskogar. Exemplaren är nattaktiva och gömmer sig på dagen i lövskiktet eller under träbitar.
För beståndet är inga hot kända. Hela populationen anses vara stor. IUCN listar arten som livskraftig (LC).